# Люба Томова
Люба Иванова Томова е българска учителка, деятелка на късното Българско възраждане в Македония, активистка на македонската имиграция в България.

## Биография
Родена е в 1892 година в Прилеп, тогава в Османската империя. В 1909 година завършва Солунската българска девическа гимназия. В същата година е назначена за българска учителка в Лерин, където преподава до 1912 година. В учебната 1912 – 1913 година е учителка в родния си Прилеп.
След Балканските войни (1912 – 1913) и подялбата на Македония между Гърция и Сърбия, Люба Иванова емигрира в свободна България. Учителства в пазарджишкото село Карабунар от 1913 до 1915 година. След това от 1915 до 1918 година е учителка във Ветрен, Пазарджишко.
По-късно работи като служителка в Министерството на финансите в София. Възприема комунистически идеи и е активистка на комунистическото движение преди 1944 година.
Деятелка е на македонската имиграция в България. Тя е сред основателките на Македонския женски съюз и става секретарка на организацията.
Умира в 1974 година.